# Jaap Pop
Jacobus Johannes Hermanus (Jaap) Pop (Alphen aan den Rijn, 23 juni 1941) is een Nederlands voormalig politicus en bestuurder. Hij is lid van de Partij van de Arbeid (PvdA).

## Biografie
Jaap Pop groeide op in Dinteloord, waar zijn vader Herman Pop van 1946 tot 1973 burgemeester was. Hij studeerde rechten aan de Universiteit Utrecht en werkte na zijn studie voor de Vereniging van Nederlandse Gemeenten (VNG).
Op 18 januari 1995 werd Pop geïnstalleerd als burgemeester van de gemeente Haarlem, als opvolger van Elizabeth Schmitz. Daarvoor had hij van 1975 tot 1981 dezelfde functie in de gemeente Franeker en van 1981 tot 1988 Tiel en van 1988 tot 1995 in de gemeente Alkmaar.
Van 1988 tot 2000 was Pop tevens voorzitter van de Koninklijke Nederlandse Vereniging voor Brandweer en Hulpverlening .
Jaap Pop ging op 1 juli 2006 met pensioen en werd opgevolgd als burgemeester van Haarlem door Bernt Schneiders (PvdA). Ook zijn functie als voorzitter van het Nederlands Genootschap van Burgemeesters legde hij op die datum neer. Pop was tot eind 2014 voorzitter van het bestuur van het Nederlands Letterkundig Museum. Tevens was hij drie jaar voorzitter van het Oranje Kruis, lid van het Kapittel der Nederlandse Orden, voorzitter van de raad van toezicht van de Hartekamp Groep en lid van de raad van toezicht van het Kennemer Gasthuis.
Jaap Pop is amateurfotograaf. In december 2005 kwam het fotoboek Vrouwen van Haarlem uit, met portretten van vrouwen uit alle lagen van de bevolking. Ter gelegenheid van zijn pensionering verscheen in 2006 het fotoboek Door het oog van de burgemeester.

## Publicaties
- Jaap Pop: Vrouwen van Haarlem. 40 vrouwen gefotografeerd door Jaap Pop. Haarlem, Excelsior, 2005. ISBN 978-90-808509-2-7
- Jaap Pop: Door het oog van de burgemeester. Haarlemse impressies. Haarlem, Gottmer Uitgevers Groep, 2006. ISBN 978-90-230-1196-5

## Onderscheidingen
- Kruis van Verdienste Koninklijke Nederlandse Vereniging voor Brandweer en Hulpverlening (2000)
- Officier in de Orde van Oranje Nassau (2004)

- International Standard Name Identifier: 0000 0000 2893 8974
- Library of Congress Control Number: n88204394
- Nederlandse Thesaurus van Auteursnamen: 071893636
- Virtual International Authority File: 43401763
- WorldCat: E39PBJxmJdDwJ4HHgmKWCQt7pP